# Rod de Highden
Roderic „Rod“ de Highden (* 15. Januar 1969 in Melbourne, Australien) ist ein ehemaliger australischer Langstreckenläufer.

## Karriere
De Highden war 1995, 2000 und 2002 australischer Landesmeister über die Marathondistanz. 1996 nahm er in Atlanta erstmals an den Olympischen Spielen teil und belegte auf der Marathondistanz Platz 23. Seinen persönlichen Bestwert auf der Marathonstrecke lief er 1999 in 2:13:53 Stunden. Bei den Spielen im eigenen Land erreichte er vier Jahre später Rang 28.